# Comité Paralímpico Nacional de Chipre
El Comité Paralímpico Nacional de Chipre (en griego: Κυπριακή Εθνική Παραολυμπιακή Επιτροπή) es el comité paralímpico nacional que representa a Chipre. Esta organización es la responsable de las actividades deportivas paralímpicas en el país. Es miembro del Comité Paralímpico Internacional y del Comité Paralímpico Europeo.